# Przepiórów (gromada)
Przepiórów (do 30 XII 1961 Garbowiec) – dawna gromada, czyli najmniejsza jednostka podziału terytorialnego Polskiej Rzeczypospolitej Ludowej w latach 1954–1972.
Gromady, z gromadzkimi radami narodowymi (GRN) jako organami władzy najniższego stopnia na wsi, funkcjonowały od reformy reorganizującej administrację wiejską przeprowadzonej jesienią 1954 do momentu ich zniesienia z dniem 1 stycznia 1973, tym samym wypierając organizację gminną w latach 1954–1972.
Gromadę Przepiórów z siedzibą GRN w Przepiórowie utworzono 31 grudnia 1961 w powiecie opatowskim w woj. kieleckim w związku z przeniesieniem siedziby GRN gromady Garbowiec z Garbowca do Przepiórowa i przemianowaniem jednostki na gromada Przepiórów. 
W 1965 roku gromada miała 27 członków gromadzkiej rady narodowej.
1 stycznia 1968 z gromady Przepiórów wyłączono wieś Boduszów i kolonię Boduszów włączając je do gromady Iwaniska w tymże powiecie.
Gromada przetrwała do końca 1972 roku, czyli do kolejnej reformy gminnej.